# Konkurrentenklage
Als Konkurrentenklage wird ein in der Regel verwaltungsrechtlicher Rechtsstreit bezeichnet, bei dem Private vor den Verwaltungsgerichten Schutz gegen ihre (wirtschaftlichen) Konkurrenten suchen. Bei Konkurrentenklagen im Verwaltungsrecht klagt zwar in der Regel ein Einzelner gegen den Staat, indirekt wendet er sich jedoch gegen einen Dritten, mit dem er im Wettbewerb steht (sog. Drittanfechtungsklage).

## Klagearten
Man unterscheidet die Klagearten nach dem Kriterium der verschiedenen Stoßrichtungen der Konkurrentenklage in einem Dreiecksverhältnis. Eingebürgert hat sich, zwischen offensiven und defensiven Konkurrentenklagen einerseits und zwischen negativen und positiven Konkurrentenklagen andererseits zu unterscheiden.

### Defensive Konkurrentenklagen
Defensive Konkurrentenklagen zielen demnach darauf ab, die Abwehr einer staatlichen Maßnahme in Verteidigung der bestehenden Wettbewerbslage zu erreichen.

### Offensive Konkurrentenklagen
Offensive Konkurrentenklagen zielen demnach darauf ab, eine Veränderung der Wettbewerbssituation durch eine staatliche Maßnahme zu erreichen.

### Negative Konkurrentenklagen
Negative Konkurrentenklagen sind demnach solche, bei denen ein Konkurrent mit einer Anfechtungsklage gegen eine staatliche Begünstigung des Konkurrenten vorgeht. Eine eigene Begünstigung kann der Kläger mit einer solchen Klage nicht erwirken.

### Positive Konkurrentenklagen
Positive Konkurrentenklagen sind solche, die in Gestalt einer verwaltungsgerichtlichen Verpflichtungsklage anhängig gemacht werden. Es handelt sich um Fälle, in denen der Kläger nicht nur die Begünstigung des Konkurrenten verhindern, sondern selbst eine Begünstigung erreichen will. Die Anfechtung der Begünstigung des Konkurrenten ("negative Konkurrentenklage") ist in diesem Fall nicht zusätzlich erforderlich. Das gilt auch, wenn die Verteilungsentscheidung notwendig die Verdrängung eines Konkurrenten aus der Begünstigung mit sich bringt.

## Klagebefugnis
Juristische Probleme der Konkurrentenklage ergeben sich vor allem hinsichtlich der gemäß § 42 Abs. 2 VwGO erforderlichen Klagebefugnis. Danach muss der Kläger geltend machen können, in seinen Rechten verletzt zu sein, d. h. nach der sog. Möglichkeitstheorie, dass er die Möglichkeit der Verletzung seiner Rechte belegen können muss. Die Klage ist zudem nach § 113 VwGO nur begründet, wenn der Kläger tatsächlich in seinen Rechten verletzt ist. Eine Rechtsverletzung ergibt sich aus einem Verstoß gegen eine Rechtsnorm, wenn die Rechtsnorm ein subjektiv-öffentliches Recht des Klägers vermittelt. Ein subjektiv-öffentliches Recht liegt nach der Schutznormtheorie im deutschen Recht nur dann vor, wenn ein zwingender Rechtssatz des öffentlichen Rechts zumindest auch den Schutz individueller Interessen bezweckt und dem Begünstigten die Rechtsmacht zur Durchsetzung der geschützten Interessen gegenüber der Verwaltung einräumt. Allein aus dem Umstand, dass eine Norm verletzt wird, die den Einzelnen nur im Sinne einer Reflexwirkung schützt, kann daher nicht auf die Verletzung eigener Rechte geschlossen werden (drittschützende Norm). Dies führt dazu, dass gerade die negativen Konkurrentenklagen häufig unzulässig sind. In vielen Fällen erscheint es jedoch auch nach der Rechtsprechung als möglich, dass das Grundrecht der Berufsfreiheit durch die angegriffene staatliche Maßnahme oder das staatliche Unterlassen verletzt wird. In diesem Fall kann sich eine Klagebefugnis dadurch ergeben, dass das einfache Gesetz im Lichte des Grundrechts als drittschützend ausgelegt wird (norminterne Wirkung der Grundrechte) oder indem die Klagebefugnis direkt aus dem Grundrecht gefolgert wird (normexterne Wirkung der Grundrechte).

## Fallgruppen
Es lassen sich im Wesentlichen folgende Fallgruppen unterscheiden:

### Konkurrentenklagen von Richtern und Beamten
Konkurrenten um eine Stelle, die nach Beamtenrecht vergeben wird, versuchen oft, die Besetzung der Stelle mit einem Konkurrenten ob vermeintlicher Ungleichbehandlung auf dem Rechtsweg anzufechten. Wegen der im Interesse der Ämterstabilität bestehenden Formbedürftigkeit solcher beamtenrechtlicher Personalentscheidungen (Ernennung durch Verwaltungsakt) hat der unterlegene Stellenbewerber vor der Ernennung des Konkurrenten diese im einstweiligen Rechtsschutz zu verhindern. Der Antrag an das Verwaltungsgericht ist in der Regel darauf gerichtet, die Ernennung des ausgewählten Beamten vorläufig abzuwenden. Es kann aber unter bestimmten Umständen bereits die Übertragung der Stelle an den Konkurrenten unterbunden werden. Die Konkurrentenklage im Hauptsacheverfahren ist regelmäßig nur auf die Aufhebung der Auswahlentscheidung, nicht aber auf die eigene Auswahl gerichtet. Eine solche Klage müsste darlegen, dass keine andere Auswahlentscheidung rechtmäßig wäre. Dies ist praktisch nie der Fall. Im Verfahren des einstweiligen Rechtsschutzes muss der unterlegene Bewerber nicht plausibel machen, der geeignetere Kandidat für das zu besetzende Amt gewesen zu sein. Er muss nur nachweisen, dass das Auswahlverfahren an Fehlern gelitten hat und bei rechtmäßigem Verfahren auch er hätte ausgewählt werden können.
Im Gefolge der Klagen des Richters Thomas Fischer im Jahr 2011 nahmen die Blockaden von Senaten der deutschen Bundesgerichte zu, so dass im Jahr 2015 überlegt wird, einen Spezialsenat beim Bundesverwaltungsgericht einzurichten, der sich ausschließlich um Konkurrentenklagen kümmert, um damit die Verfahrensdauer zu beschleunigen und die Rechtssicherheit zu erhöhen.
Bundesjustizministerin Christine Lambrecht besetzte die bislang vakante Stelle des Präsidenten des Bundesfinanzhofs mit Hans-Josef Thesling und die der Vizepräsidentin mit Anke Morsch.
Klaus Rennert kritisiert, dass hierbei von der Regel, den Senatsvorsitz von Bundesgerichten mit Mitgliedern des betreffenden Gerichts zu besetzen, abgewichen wurde.
Der Deutsche Richterbund wirft der Bundesjustizministerin vor, die Unabhängigkeit der Justiz zu gefährden.
Drei Richter des Bundesfinanzhofs, die sich auf die Stelle des Vizepräsidenten beworben hatten, erhoben Konkurrentenklagen zum Verwaltungsgericht München. Der Posten des Vizepräsidenten bleibt deshalb vakant, solange nicht über sämtliche Konkurrentenklagen rechtskräftig entschieden wurde oder die Sache anderweitig endgültig erledigt ist. Da sich aber keine der Konkurrentenklagen auf die Stelle des Präsidenten bezog, wurde die Ernennungsurkunde für Hans-Josef Thesling von Bundespräsident Steinmeier unterzeichnet. Die endgültige Ernennung durch Übergabe der Ernennungsurkunde durch die Bundesjustizministerin Lambrecht erfolgte erst am 25. Januar 2022.

### Konkurrentenklagen im Zusammenhang des beruflichen Zulassungswesens
Hierbei handelt es sich um Fälle, in denen nicht berücksichtigte Bewerber sich gegen diese Nichtberücksichtigung bei der Zulassung bzw. Vergabe von zulassungspflichtigen Berufen wenden. Soweit an ihrer Stelle ein anderer zugelassen wurde, liegt eine negative Konkurrentenklage vor, wenn der Nichtberücksichtigte sich gegen diese Zulassung wendet und meint, er hätte stattdessen zugelassen werden müssen. Probleme ergeben sich etwa, wenn die Zulassungen kontingentiert sind. Hierbei sind insbesondere Fälle bei Zulassungen im Gesundheitsbereich denkbar. Auch im Güterkraftverkehrsrecht und Personenbeförderungsrecht gab es häufig Konkurrentenklagen um Zulassungen. Ebenso versuchen sich im Handwerksrecht oft „Outsider“ gegen alteingesessene Handwerksmeister verwaltungsgerichtlich zur Wehr zu setzen. Auch im Bereich der Sachverständigenbestellung sind verwaltungsgerichtliche Konflikte vorprogrammiert, wenn ein neuer Sachverständiger neben den alten zugelassen wird und die alten Sachverständigen befürchten müssen, an diesen Umsatz zu verlieren.

### Konkurrentenklagen bei der Zulassung zu Anstalten und öffentlichen Einrichtungen
Erfolgt die Zulassung zu öffentlichen Einrichtungen durch einen Verwaltungsakt und stößt die Kapazität an ihre Grenzen, dann kommt es häufig zu Konflikten zwischen erfolgreichen und erfolglosen Bewerbern um die Zulassung.

### Konkurrentenklagen anlässlich der Vergabe von Leistungen und Beihilfen durch die öffentliche Hand
Im Rahmen der Leistungsverwaltung gewährt die öffentliche Hand unter anderem Leistungen, Beihilfen und Subventionen. Dies erfolgt nicht immer nach dem Gießkannenprinzip. Da die Empfänger dieser Leistungen jedoch häufig im Wettbewerb stehen, sind auch hier Prozesse zu erwarten, wenn ein Konkurrent gefördert wird, der andere aber nicht.

### Konkurrentenklagen gegen die Teilnahme der öffentlichen Hand am Wirtschaftsverkehr
Häufig beteiligen sich insbesondere kommunale Unternehmen in Konkurrenz zu Privaten am Markt. Die Beteiligung der Kommunalunternehmen am Wettbewerb ist nach den Kommunalgesetzen nur eingeschränkt erlaubt. Insoweit sich die Kommunalunternehmen in rechtswidriger Weise wettbewerblich betätigen, versuchen die Privatunternehmer – in der Regel erfolglos – den Kommunalunternehmen verwaltungsgerichtlich die Betätigung untersagen zu lassen.

### Konkurrenzprobleme bei der Vergabe öffentlicher Aufträge
Ein weiteres Problemfeld sind die Streitereien um die meist lukrativen öffentlichen Aufträge. Diese Problematik wird durch das Vergaberecht geregelt.

### Konkurrentenklagen im Steuerrecht
Da wesentliche Rahmenbedingungen des Wettbewerbs durch das Steuerrecht gesetzt werden und gerade im deutschen Steuerrecht häufig wirtschaftslenkende Aspekte das Steuerrecht prägen, gibt es auch Probleme, wenn ein Wettbewerber gegenüber dem anderen steuerrechtlich bevorteilt wird. Steuervergünstigungen bringen als „verdeckte Subventionen“ häufig dieselbe Problematik wie die Gewährung offener Beihilfen mit sich. Das Institut der „steuerrechtlichen Konkurrentenklage“ hat sich jedoch in der Praxis kaum durchsetzen können. Dies hat häufig damit zu tun, dass wegen des Steuergeheimnisses kein Überblick über die Besteuerung des Konkurrenten möglich ist. Dies könnte sich jedoch bald ändern, da der Bundesfinanzhof nunmehr ausgesprochen hat, dass das Steuergeheimnis der Auskunftserteilung nicht entgegensteht.

### Konkurrentenklagen nach dem GWB
Konkurrentenklagen im Kartellrecht werden nach dem zivilrechtlich ausgerichteten Gesetz gegen Wettbewerbsbeschränkungen (GWB) geregelt.

### Konkurrentenklagen im universitären Berufungsverfahren
Eine wichtige Stellung nimmt die Konkurrentenklage im Rahmen von universitären Berufungsverfahren ein. Sie dient nicht nur dem Individualrechtsschutz, sondern auch der Sicherstellung qualitativ hochwertiger Berufungen. Hat hierbei einer der unterlegenen Mitbewerber Widerspruch eingelegt bzw. Vorläufigen Rechtsschutz gegen die bevorstehende Ernennung des von der Hochschule endgültig ausgewählten Bewerbers begehrt, bedeutet dies, dass die ausgeschriebene Stelle bis zur endgültigen gerichtlichen Klärung nicht besetzt werden kann. Kommt das Gericht im Rahmen der Konkurrentenklage zu dem Ergebnis, dass das Berufungsverfahren fehlerhaft ist, muss es wiederholt werden. Welche Elemente des Verfahrens wiederholt werden müssen, hängt hierbei von der Erheblichkeit der festgestellten Fehler ab.

## Konkurrentenklage im Universitätsrecht (Österreich)
Anders als in den benachbarten Staaten gibt es in Österreich keine Konkurrentenklage bei universitären Berufungsverfahren. Das österreichische Universitätsgesetz 2002 (UG) lässt überhaupt die Rechtsnatur des Berufungsverfahrens offen. Es handelt sich einerseits zweifelsfrei um ein verwaltungsrechtliches Verfahren, das aber in einen privatrechtlichen Vertrag mündet. Nach jahrelangem negativem Kompetenzkonflikt zwischen den ordentlichen Gerichten und den Gerichtshöfen des öffentlichen Rechts hat der österreichische Verfassungsgerichtshof (VfGH) mit Erkenntnis vom 13. Juni 2017 (K I 1/2017-14) die diesbezügliche Gerichtsbarkeit den ordentlichen Gerichten zugewiesen. Diese nehmen aber diese Gerichtsbarkeit de facto weiterhin nicht wahr. So hat der österreichische Oberste Gerichtshof (OGH) mit Beschluss vom 27. September 2018 (9 ObA 83/18y) und nochmals mit Beschluss vom 28. November 2019 (9 ObA 122/19k) entschieden, dass einem Bewerber, der Fehler in einem Berufungsverfahren rügt, ein Rechtsschutzinteresse fehle, um gegen den von der Universität mit einem anderen Bewerber geschlossenen Vertrag zu klagen, auch wenn die von ihm vorgetragenen Mängel im Berufungsverfahren (insbesondere Befangenheiten) zutreffen sollten. Es komme ihm kein Individualrechtsschutz zu.
Diesen rechtlichen Missstand hat die österreichische Volksanwaltschaft zur Kontrolle der öffentlichen Verwaltung und Einhaltung der Menschenrechte in dem am 24. April 2019 veröffentlichten Jahresbericht 2018 unabhängig bestätigt und kritisiert: Es gibt in universitären Berufungsverfahren in Österreich keinen effektiven Rechtsschutz, d. h. „keine Möglichkeit, eine verwaltungsgerichtliche oder zivilgerichtliche Überprüfung mangelhafter Berufungsverfahren herbeizuführen.“ Diese Tatsache ist sowohl verfassungswidrig als auch EU-rechtswidrig, weil ein diskriminierter Bewerber, soweit es sich um einen Unionsbürger handelt, mit seiner Bewerbung sein Recht auf Freizügigkeit gemäß Art. 45 AEUV (Vertrag über die Arbeitsweise der Europäischen Union) geltend macht. Er hat damit Anspruch auf eine effektive Bewerbung sowie auf ein rechtlich fehlerfreies Verfahren. Das Recht auf Freizügigkeit verleiht sehr wohl Individualrechte. Befangenheiten verstoßen gegen den Grundsatz der guten Verwaltung und ihre Behebung ist damit ebenfalls unionsrechtlich geboten. Das Recht auf eine gute Verwaltung stellt einen allgemeinen Rechtsgrundsatz des Unionsrechts dar, vgl. Art. 41 GRC (EU-Grundrechtecharta). Unionsbürger, die sich um eine Universitätsprofessorenstelle in Österreich bewerben, können sich auf die EU-Grundrechtecharta (GRC) berufen und haben damit gemäß Art. 47 GRC Anspruch auf einen wirksamen Rechtsbehelf. Da es sich hierbei um ein unmittelbar anwendbares Unionsrecht handelt, müssten die österreichischen Gerichte diese Regeln entsprechend unmittelbar anwenden, wobei allerdings die Verpflichtung der Republik Österreich, das Universitätsrecht an die unionsrechtlichen Vorgaben anzupassen, aufrecht bleibt.
Solange diese Anpassung an das Unionsrecht nicht erfolgt, kann dieser EU-Rechtsverstoß über eine Vorlage beim EuGH (Europäischen Gerichtshof) im Wege eines Vorabentscheidungsverfahren (Höchstgerichte sind dazu verpflichtet) oder über ein autonomes Tätigwerden der EU-Kommission im Wege eines Vertragsverletzungsverfahrens gerügt werden.